# Joe Rothwell
Joseph Matthew Rothwell, detto Joe (Manchester, 11 gennaio 1995), è un calciatore inglese, centrocampista del Rangers.

## Caratteristiche tecniche
Centrocampista abile nei passaggi e in fase difensiva, può essere impiegato anche sulle fasce, avendo iniziato a giocare come ala.

## Carriera

### Club
Cresciuto nel settore giovanile del Manchester United, il 27 gennaio 2015 passa in prestito fino al termine della stagione al Blackpool; il 7 febbraio esordisce tra i professionisti, nella partita di Championship persa per 4-0 contro il Norwich City. Il 18 luglio seguente viene ceduto al Barnsley, dovendo però far rientro allo United anticipatamente a causa di una tonsillite.
Il 12 luglio 2016 firma un biennale con l'Oxford United, club militante in League One, con cui il 13 dicembre segna la prima rete in carriera, nella partita di FA Cup vinta per 3-0 contro il Macclesfield Town. Il 22 giugno 2018 si trasferisce al Blackburn Rovers, con cui si lega fino al 2021.

### Nazionale
Ha giocato nelle nazionali giovanili inglesi Under-16, Under-17, Under-19 ed Under-20.

## Statistiche

### Presenze e reti nei club
Statistiche aggiornate al 16 agosto 2025.
| Stagione           | Squadra            | Campionato         | Campionato | Campionato | Coppe nazionali | Coppe nazionali | Coppe nazionali | Coppe continentali | Coppe continentali | Coppe continentali | Altre coppe | Altre coppe | Altre coppe | Totale | Totale | Totale |
| Stagione           | Squadra            | Comp               | Pres       | Reti       | Comp            | Pres            | Reti            | Comp               | Pres               | Reti               | Comp        | Pres        | Reti        | Pres   | Reti   |        |
| ------------------ | ------------------ | ------------------ | ---------- | ---------- | --------------- | --------------- | --------------- | ------------------ | ------------------ | ------------------ | ----------- | ----------- | ----------- | ------ | ------ | ------ |
| gen.-mar. 2015     | Blackpool          | FLC                | 3          | 0          | FACup+CdL       | -               | -               | -                  | -                  | -                  | -           | -           | -           | 3      | 0      |        |
| lug.-ott. 2015     | Barnsley           | FL1                | 4          | 0          | FACup+CdL       | 0+2             | 0               | -                  | -                  | -                  | EFLT        | 1           | 0           | 7      | 0      |        |
| 2016-2017          | Oxford Utd         | FL1                | 33         | 1          | FACup+CdL       | 4+1             | 1+0             | -                  | -                  | -                  | EFLT        | 7           | 0           | 45     | 2      |        |
| 2017-2018          | Oxford Utd         | FL1                | 36         | 5          | FACup+CdL       | 1+1             | 0               | -                  | -                  | -                  | EFLT        | 3           | 1           | 41     | 6      |        |
| Totale Oxford Utd  | Totale Oxford Utd  | Totale Oxford Utd  | 69         | 6          |                 | 7               | 1               |                    | -                  | -                  |             | 10          | 1           | 86     | 8      |        |
| 2018-2019          | Blackburn          | FLC                | 33         | 2          | FACup+CdL       | 1+3             | 0               | -                  | -                  | -                  | -           | -           | -           | 37     | 2      |        |
| 2019-2020          | Blackburn          | FLC                | 36         | 2          | FACup+CdL       | 1+2             | 0+1             | -                  | -                  | -                  | -           | -           | -           | 39     | 3      |        |
| 2020-2021          | Blackburn          | FLC                | 39         | 3          | FACup+CdL       | 1+2             | 0               | -                  | -                  | -                  | -           | -           | -           | 42     | 3      |        |
| 2021-2022          | Blackburn          | FLC                | 41         | 3          | FACup+CdL       | 1+1             | 0               | -                  | -                  | -                  | -           | -           | -           | 43     | 3      |        |
| Totale Blackburn   | Totale Blackburn   | Totale Blackburn   | 149        | 10         |                 | 12              | 1               |                    | -                  | -                  |             | -           | -           | 161    | 11     |        |
| 2022-2023          | Bournemouth        | PL                 | 20         | 0          | FACup+CdL       | 1+1             | 0               | -                  | -                  | -                  | -           | -           | -           | 22     | 0      |        |
| 2023-gen. 2024     | Bournemouth        | PL                 | 11         | 0          | FACup+CdL       | 0+2             | 0+1             | -                  | -                  | -                  | -           | -           | -           | 13     | 1      |        |
| Totale Bournemouth | Totale Bournemouth | Totale Bournemouth | 31         | 0          |                 | 4               | 1               |                    | -                  | -                  |             | -           | -           | 35     | 1      |        |
| gen.-giu. 2024     | Southampton        | FLC                | 16+1       | 4+0        | FACup           | 3               | 0               | -                  | -                  | -                  | -           | -           | -           | 20     | 4      |        |
| 2024-2025          | Leeds Utd          | FLC                | 36         | 0          | FACup+CdL       | 2+1             | 0               | -                  | -                  | -                  | -           | -           | -           | 39     | 0      |        |
| 2025-2026          | Rangers            | SP                 | 2          | 0          | CS+CdL          | 0+1             | 0               | UCL                | 4                  | 0                  | -           | -           | -           | 7      | 0      |        |
| Totale carriera    | Totale carriera    | Totale carriera    | 311        | 20         |                 | 32              | 3               |                    | 4                  | 0                  |             | 11          | 1           | 358    | 24     |        |

## Palmarès
- Campionato inglese di seconda divisione: 1

Leeds Utd: 2024-2025